# 丸田絢子
丸田 絢子（まるた あやこ、1978年 - ）は、日本の建築家。

## 概要
北海道を拠点に、住宅、店舗、オフィスビル、展示会場などの設計を行っている。
その他には、北海道文化放送の番組審議委員を務めている。

## 略歴
- 1978年　新潟県生まれ、山形県で育つ
- 2001年　東北大学工学部建築学科卒業
- 2003年　東京藝術大学大学院美術研究科修士課程建築専攻修了
- 2003年～2006年　青木淳建築計画事務所勤務
- 2006年 東京都新宿区に丸田絢子建築設計事務所設立
- 2009年 結婚をきっかけに札幌市中央区に事務所を移転
- 2014年 札幌国際芸術祭 空間アドバイザー

## 受賞
- 2007年 グッドデザインアワード2007
- 2007年 JCDデザインアワード 新人賞
- 2008年 JCDデザインアワード 銀賞
- 2008年 JCDデザインアワード ベスト100
- 2008年 SDAディスプレイ大賞 入選